# RAN Women’s Sevens 2024
Rugby Americas North Women’s Sevens 2024 – dziewiętnaste mistrzostwa strefy RAN w rugby 7 kobiet, oficjalne międzynarodowe zawody rugby 7 o randze mistrzostw kontynentu organizowane przez Rugby Americas North mające na celu wyłonienie najlepszej żeńskiej reprezentacji narodowej w tej dyscyplinie sportu w strefie RAN, które odbyły się wraz z turniejem męskim w Arimie w dniach 22–24 listopada 2024 roku. Areną zmagań był Larry Gomes Stadium.
W zawodach triumfowały reprezentantki Meksyku, które zyskały tym samym prawo gry w World Rugby Women’s Sevens Challenger Series 2025.

## Informacje ogólne
Trinidad & Tobago Rugby Union otrzymał prawa do organizacji kontynentalnego turnieju pod koniec maja 2024 roku planując jego rozegranie na Larry Gomes Stadium. Na początku listopada tego roku opublikowano podział na grupy, a w połowie tego miesiąca szczegółowy harmonogram rozgrywek. Do rozgrywek przystąpiło sześć zespołów reprezentujących pięć państw, które w pierwszej fazie rozegrały spotkania systemem kołowym w ramach jednej grupy, następnie czołowa dwójka zmierzyła się w finale, dwie kolejne dwójki walczyły zaś o miejsca trzecie i piąte. Stawką mistrzostw prócz medali był także awans triumfatora do World Rugby Women’s Sevens Challenger Series 2025 oraz prawo gry w juniorskiej edycji igrzysk panamerykańskich dla dwóch zespołów.
Zawody były transmitowane w Internecie na stronach zarówno kontynentalnego, jak i światowego związku, jak i w karaibskiej telewizji SportsMax.

## Faza grupowa
| 22 listopada 202414:50 | Trynidad i Tobago | 36:0 | Barbados | Larry Gomes Stadium, Arima |
| 22 listopada 202414:50 |                   | 36:0 |          | Larry Gomes Stadium, Arima |

| 22 listopada 202415:12 | Jamajka | 40:12 | Dominikana | Larry Gomes Stadium, Arima |
| 22 listopada 202415:12 |         | 40:12 |            | Larry Gomes Stadium, Arima |

| 22 listopada 202415:56 | Meksyk | 39:0 | Trynidad i Tobago B | Larry Gomes Stadium, Arima |
| 22 listopada 202415:56 |        | 39:0 |                     | Larry Gomes Stadium, Arima |

| 23 listopada 202409:00 | Dominikana | 33:0 | Trynidad i Tobago B | Larry Gomes Stadium, Arima |
| 23 listopada 202409:00 |            | 33:0 |                     | Larry Gomes Stadium, Arima |

| 23 listopada 202409:22 | Jamajka | 12:10 | Trynidad i Tobago | Larry Gomes Stadium, Arima |
| 23 listopada 202409:22 |         | 12:10 |                   | Larry Gomes Stadium, Arima |

| 23 listopada 202409:44 | Meksyk | 33:0 | Barbados | Larry Gomes Stadium, Arima |
| 23 listopada 202409:44 |        | 33:0 |          | Larry Gomes Stadium, Arima |

| 23 listopada 202412:18 | Meksyk | 19:12 | Jamajka | Larry Gomes Stadium, Arima |
| 23 listopada 202412:18 |        | 19:12 |         | Larry Gomes Stadium, Arima |

| 23 listopada 202412:40 | Trynidad i Tobago | 15:0 | Dominikana | Larry Gomes Stadium, Arima |
| 23 listopada 202412:40 |                   | 15:0 |            | Larry Gomes Stadium, Arima |

| 23 listopada 202413:02 | Barbados | 14:12 | Trynidad i Tobago B | Larry Gomes Stadium, Arima |
| 23 listopada 202413:02 |          | 14:12 |                     | Larry Gomes Stadium, Arima |

| 23 listopada 202416:22 | Meksyk | 22:0 | Trynidad i Tobago | Larry Gomes Stadium, Arima |
| 23 listopada 202416:22 |        | 22:0 |                   | Larry Gomes Stadium, Arima |

| 23 listopada 202416:44 | Barbados | 12:0 | Dominikana | Larry Gomes Stadium, Arima |
| 23 listopada 202416:44 |          | 12:0 |            | Larry Gomes Stadium, Arima |

| 23 listopada 202417:06 | Jamajka | 35:0 | Trynidad i Tobago B | Larry Gomes Stadium, Arima |
| 23 listopada 202417:06 |         | 35:0 |                     | Larry Gomes Stadium, Arima |

| 24 listopada 202410:42 | Trynidad i Tobago | 42:0 | Trynidad i Tobago B | Larry Gomes Stadium, Arima |
| 24 listopada 202410:42 |                   | 42:0 |                     | Larry Gomes Stadium, Arima |

| 24 listopada 202411:04 | Meksyk | 39:0 | Dominikana | Larry Gomes Stadium, Arima |
| 24 listopada 202411:04 |        | 39:0 |            | Larry Gomes Stadium, Arima |

| 24 listopada 202411:26 | Jamajka | 22:5 | Barbados | Larry Gomes Stadium, Arima |
| 24 listopada 202411:26 |         | 22:5 |          | Larry Gomes Stadium, Arima |

## Faza pucharowa

### Mecz o miejsca 1–2
| 24 listopada 202414:56 | Meksyk | 19:12 | Jamajka | Larry Gomes Stadium, Arima |
| 24 listopada 202414:56 |        | 19:12 |         | Larry Gomes Stadium, Arima |

### Mecz o miejsca 3–4
| 24 listopada 202414:34 | Trynidad i Tobago | 29:0 | Dominikana | Larry Gomes Stadium, Arima |
| 24 listopada 202414:34 |                   | 29:0 |            | Larry Gomes Stadium, Arima |

### Mecz o miejsca 5–6
| 24 listopada 202414:12 | Barbados | 5:22 | Trynidad i Tobago B | Larry Gomes Stadium, Arima |
| 24 listopada 202414:12 |          | 5:22 |                     | Larry Gomes Stadium, Arima |

## Klasyfikacja końcowa
| Miejsce | Reprezentacja       | Uwagi                                      |
| ------- | ------------------- | ------------------------------------------ |
| 1       | Meksyk              | awans do: kwalifikacji do WRSS (2025/2026) |
| 2       | Jamajka             | -                                          |
| 3       | Trynidad i Tobago   | -                                          |
| 4       | Dominikana          | -                                          |
| 5       | Trynidad i Tobago B | -                                          |
| 6       | Barbados            | -                                          |